# Plaque d'immatriculation roumaine

Exemple de plaque d'immatriculation roumaine

Les plaques d'immatriculation roumaines sont composées en règle générale de deux lettres (le județ), suivi de deux chiffres (01-99) et de trois lettres (AAA-ZZZ). Il est donc possible d'avoir 99*26*26*26=1 740 024 combinaisons par județ. Par exemple,la lettre B signifie Bucarest(Bucureşti en roumain).
Identification des județe de Roumanie d'après les plaques d'immatriculation :
| Lettres | Județ           | Lettres | Județ                                                                                    |
| ------- | --------------- | ------- | ---------------------------------------------------------------------------------------- |
| A       | Armée (Armată)  | HD      | Hunedoara                                                                                |
| AB      | Alba            | HR      | Harghita                                                                                 |
| AG      | Argeș           | IF      | Ilfov                                                                                    |
| AR      | Arad            | IL      | Ialomița                                                                                 |
| B       | București       | IS      | Iași                                                                                     |
| BC      | Bacău           | MH      | Mehedinți                                                                                |
| BH      | Bihor           | MM      | Maramureș                                                                                |
| BN      | Bistrița-Năsăud | MS      | Mureș                                                                                    |
| BR      | Brăila          | NT      | Neamț                                                                                    |
| BT      | Botoșani        | OT      | Olt                                                                                      |
| BV      | Brașov          | PH      | Prahova                                                                                  |
| BZ      | Buzău           | SB      | Sibiu                                                                                    |
| CJ      | Cluj            | SJ      | Sălaj                                                                                    |
| CL      | Călărași        | SM      | Satu Mare                                                                                |
| CS      | Caraș-Severin   | SV      | Suceava                                                                                  |
| CT      | Constanța       | TL      | Tulcea                                                                                   |
| CV      | Covasna         | TM      | Timiș                                                                                    |
| DB      | Dâmbovița       | TR      | Teleorman                                                                                |
| DJ      | Dolj            | VL      | Vâlcea                                                                                   |
| GJ      | Gorj            | VN      | Vrancea                                                                                  |
| GL      | Galați          | VS      | Vaslui                                                                                   |
| GR      | Giurgiu         | MAI     | Ministerul Administrației și Internelor (Ministère de l'Intérieur : police, gendarmerie) |